# 第一次反法同盟
第一次反法同盟戰爭（1792年至1797年）中，歐洲的君主制王朝第一次嘗試打敗法蘭西第一共和國。1792年4月20日法蘭西對哈布斯堡君主國的奧地利宣戰，幾個星期後普魯士王國隨奧地利參戰。
這些武力由陸海入侵法蘭西，奧地利從奧地利尼德蘭進攻，普魯士由萊茵河攻擊，而大不列顛王國也支持法蘭西各省的反叛並圍攻南邊的土倫港。1793年3月18日，法蘭西在下溫登戰役 (1793年)遭到挫敗以及內部旺代地區叛亂的紛爭，只能以嚴厲戰爭法的措施回應。法國於1793年4月6日組建公共安全委員會，並於1793年8月大規模徵兵，徵召全部18至25歲強壯的男子。新法蘭西軍反擊，在瓦爾密戰役中擊退敵人並進擊越過法蘭西邊境。
1795年5月，法蘭西建立巴達維亞共和國作為姊妹共和國，並從巴塞爾和約獲得普魯士的萊茵蘭。隨著坎波福爾米奧條約的神聖羅馬帝國奧地利尼德蘭給法蘭西，意大利北部建立了幾個法蘭西姊妹共和國。與西班牙單獨簽訂的第二個巴塞爾和約，隨後的督政府實施征服更多神聖羅馬帝國（日耳曼和奧地利）的計劃。
1796年，在阿爾卑斯山北部卡爾大公扭轉聯軍的頹勢，但北義大利的拿破崙在蒙特諾特戰役中獲勝，全面進攻皮埃蒙特大區，接續在許多戰役獲勝，在1797年1月15日的里沃利會戰勝，並接著直攻維也納，使得奧地利最終簽訂在1797年4月18日萊奧本條約 和1797年10月的坎波福爾米奧條約。第一次的反法聯盟聯合崩潰，只剩大不列顛對法蘭西作戰。

## 背景

### 法國大革命
早在1791年，歐洲其他君主國便已緊張的關注著法蘭西情勢的發展，並考慮其是否應該介入。各國可以選擇支持路易十六，或者利用法國混亂的局勢獲取利益。神聖羅馬帝國皇帝利奧波德二世是法蘭西皇后瑪麗·安托瓦內特的哥哥，同時也是影響歐洲局勢的關鍵人物，他起初只是冷靜觀察著法國大革命。而隨著革命變得更加激進，即使利奧波德二世仍希望能夠避免戰爭，他也變得愈發焦慮。 
1791年8月27日，利奧波德二世在和流亡的法蘭西貴族協商後，與普魯士王國國王腓特烈·威廉二世發表了皮爾尼茨宣言。宣言聲明歐洲君主王室對路易十六及其家族利益的支持，同時對革命者發出含糊但嚴厲的威脅，警告萬一路易十六遭遇不測，奧地利將隨同歐洲各國加入對法戰爭。 雖然利奧波德認為皮爾尼茨宣言可以暫時使他避免對法國進行任何實際的行動，但巴黎當局卻認定宣言是一個嚴重的威脅，革命領袖也對此進行聲討。
除了法國和歐洲君主勢力之間意識形態的分歧，爭議還蔓延到做為神聖羅馬帝國帝國政治體之阿尔萨斯的歸屬問題，同時法國當局開始關注國外蠢蠢欲動的流亡貴族，特別是奧屬尼德蘭和日耳曼小國。  1792年4月20日，國民公會投票支持開戰，在由新任外交部長夏尔·弗朗索瓦·迪穆里埃發表一長串的激動演講後，法國首先向奧地利宣戰。

## 前奏

### 法國戰爭初期的挫敗
呂穆矣計劃入侵奧屬尼德蘭，他預計當地居民會奮起反抗奧地利的統治。然而，革命已經徹底瓦解了法國軍隊，法軍沒有足夠力量入侵。法軍士兵在戰役一開始便潰逃，其中一個案例中士兵甚至謀殺了西奧博爾·德狄龍將軍後集體逃跑。
正當革命政府狂亂的招募生力軍並重組軍隊時，一支由不倫瑞克公爵卡爾·威廉·斐迪南所率領的同盟軍也正在萊茵河畔的科布倫茲集結。隨後，入侵行動自1792年7月展開，主要由普魯士老兵組成的不倫瑞克軍奪取了隆維和凡爾登要塞。 1792年7月25日，公爵發表了布倫瑞克宣言， 這是路易十六的堂兄孔代親王所起草的，該宣言宣布不倫瑞克公爵的意圖 : 恢復法蘭西國王及其所有權力，任何反對他的個人或城鎮將被視為叛亂，並以戒嚴法處死。  這項宣言激使革命軍及革命當局採取任何必要的手段對付普魯士侵略者，而且幾乎立即導致群眾攻佔了杜樂麗宮並推翻國王的統治。

### 勝利天平轉向法國
不倫瑞克軍不斷的前進，但在1792年9月20日的瓦爾密戰役中，與呂穆矣和凱勒曼之間的戰事卻陷入膠著，該戰役中表現專業的法國砲兵戰功卓著。雖然就戰術上而言，該戰役充其量是個平局，但它為法軍爭取了時間，並極大的鼓舞了法軍士氣。此外，面對比預期更長久的戰事及更加昂貴的軍費，在成本和持續戰鬥之風險的考量下，普魯士也決定從法國撤軍以保存其軍隊。. 
同時，法國在其他幾個戰場也獲得成功，一方面法軍在意大利佔領了薩伏依和尼斯，另一方面，亞當·菲利浦將軍也進入了日耳曼地區，沿著萊茵河奪取了施派尔、沃尔姆斯以及美因茨，甚至到達了美因河畔法兰克福。1792年11月6日，呂穆矣進攻比利時，再次於热马普战役擊敗奧地利軍隊並贏得勝利，在冬天來臨前佔領了整個比利時。

## 戰爭

### 1793

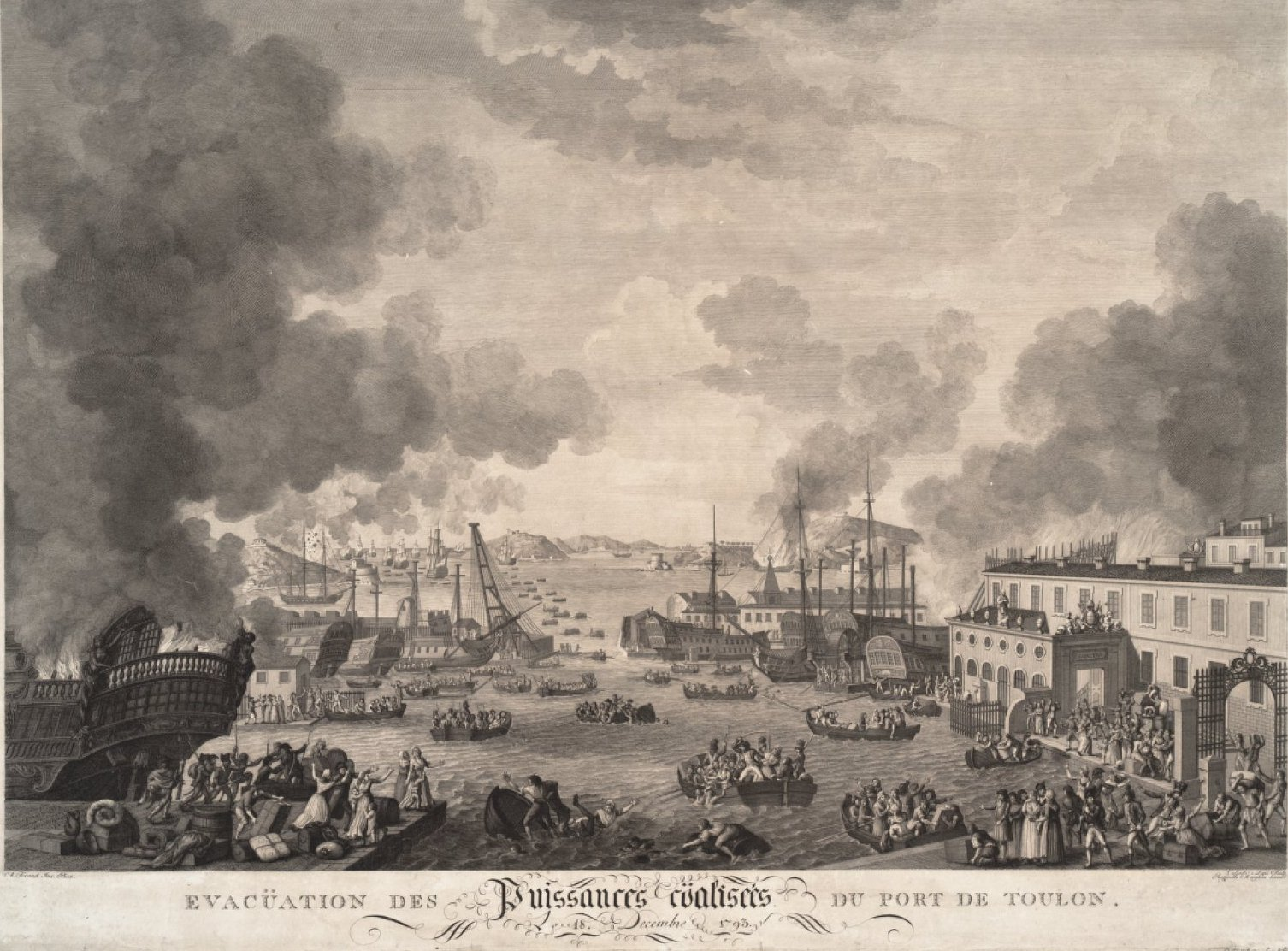
1793年12月大不列顛撤離土倫

1793年1月21日，革命政府在審判後處決了路易十六。  這使得歐洲各繼承家人大位的人的臣民開始團結，包括西班牙，那不勒斯王國和荷蘭等國均反對革命。1793年2月1日，法國對大不列顛王國與荷蘭宣戰，不久後也對西班牙宣戰。1793年，在神聖羅馬帝國的引導下，葡萄牙、那不勒斯和托斯卡納大公國均對法宣戰，第一次反法同盟於焉成形。
法國於是實行徵兵制政策，徵集數十萬的青年人，比外國多，同時不斷的進攻，從而使得規模龐大的軍可以源源不絕的從敵人的領土徵用物資。法國政府也派遣埃德蒙·查尔斯·热内鼓勵美國參戰，然而這個新成立的國拒絕，並在整場衝突中保持中立。

### 1794

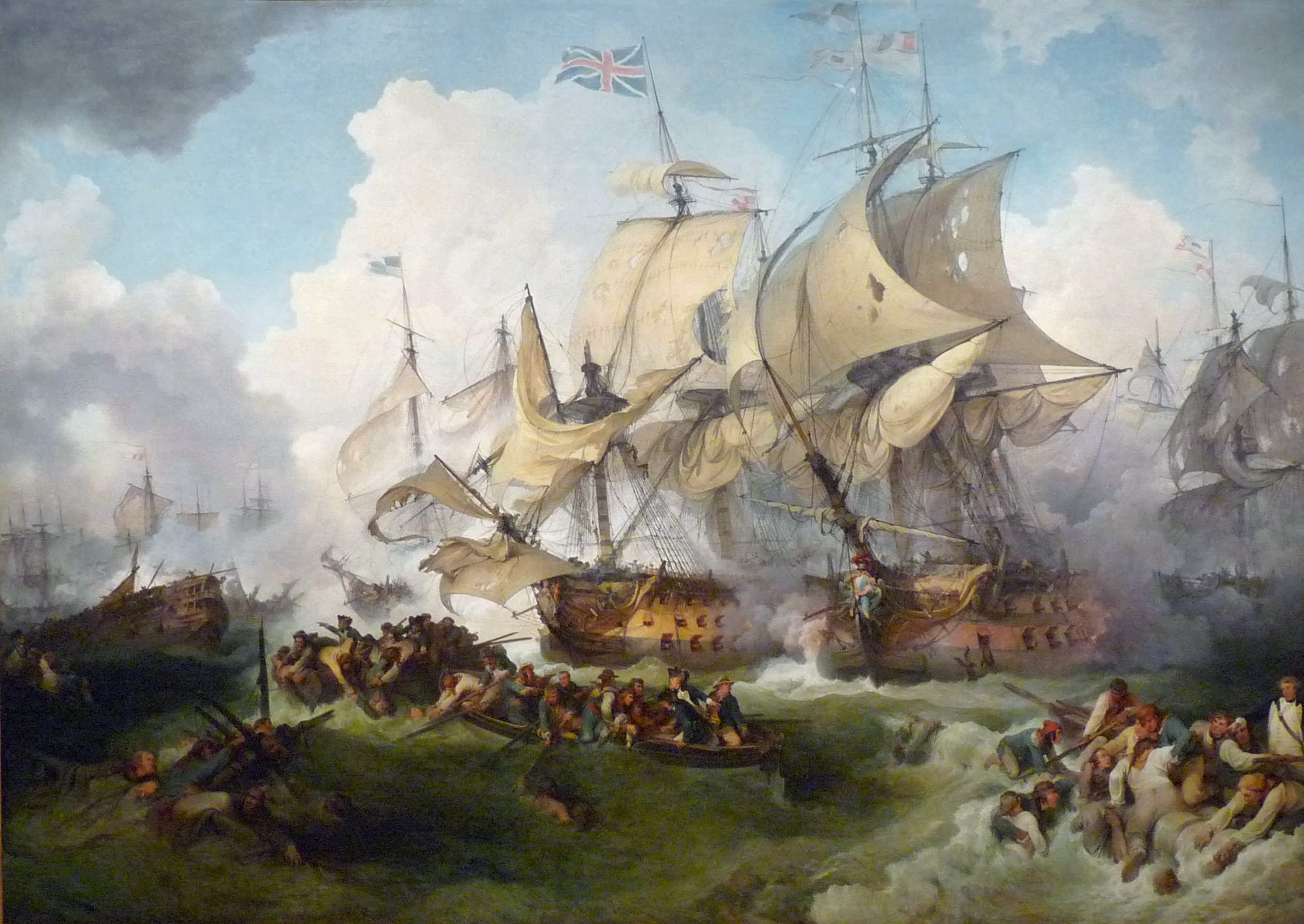
1794年6月1日，英法雙方都宣稱獲勝的六月的第一次輝煌

1794年，革命軍更大的進展。雖然入侵皮埃蒙特失敗，但跨過比利牛斯山侵入，拿下 圣塞瓦斯蒂安，同時在弗勒呂斯戰役 (1794年)贏得重大勝利，佔領了整個比利時及萊茵蘭。即便英國海軍在該區域仍然掌控著制海權，卻再也無法支持盟國陸上行動。此外，普魯士軍也逐漸被逐出法國東部，直至年底，幾乎全部退出戰鬥。
戰爭也波及到法國在 西印度群島的殖民地。一支英國艦隊佔領馬提尼克島，聖露西亞島與瓜德羅普島，而法國艦隊則在一年後抵達並收回了後者。

### 1795
在冬季，法軍突擊並奪取了低地國後，成立了巴達維亞共和國作為傀儡政權。1795年4月5日，普魯士國王簽訂巴塞爾和約，承認法國對萊茵河左岸的佔領，新荷蘭政府則割讓萊茵河以南領土以換取和平。隨後於七月，法國與西班牙簽訂和平條約。二月，又與托斯卡尼大公國簽訂和平協議。至此，反法同盟陷入崩解，此後多年始能完全免於遭受入侵。 
喬治三世試圖以保王軍隊在屈伊伯龍登陸以增援旺代省的軍，但這個被稱為1795年入侵法蘭西的戰役最終失敗。英國所支持的保王黨葡月政變也遭到拿破崙·波拿巴領導的守衛部隊挫敗，督政府因而得以穩固，但在此之後，巴黎近乎完全陷入軍事強人拿破崙的控制。 
在萊茵河戰場，讓-夏爾·皮什格魯將軍背叛法軍，與流亡的保王黨談判。這導致讓-巴普蒂斯·儒爾當在美因茲戰役敗，並被迫撤離曼海姆。

### 1796

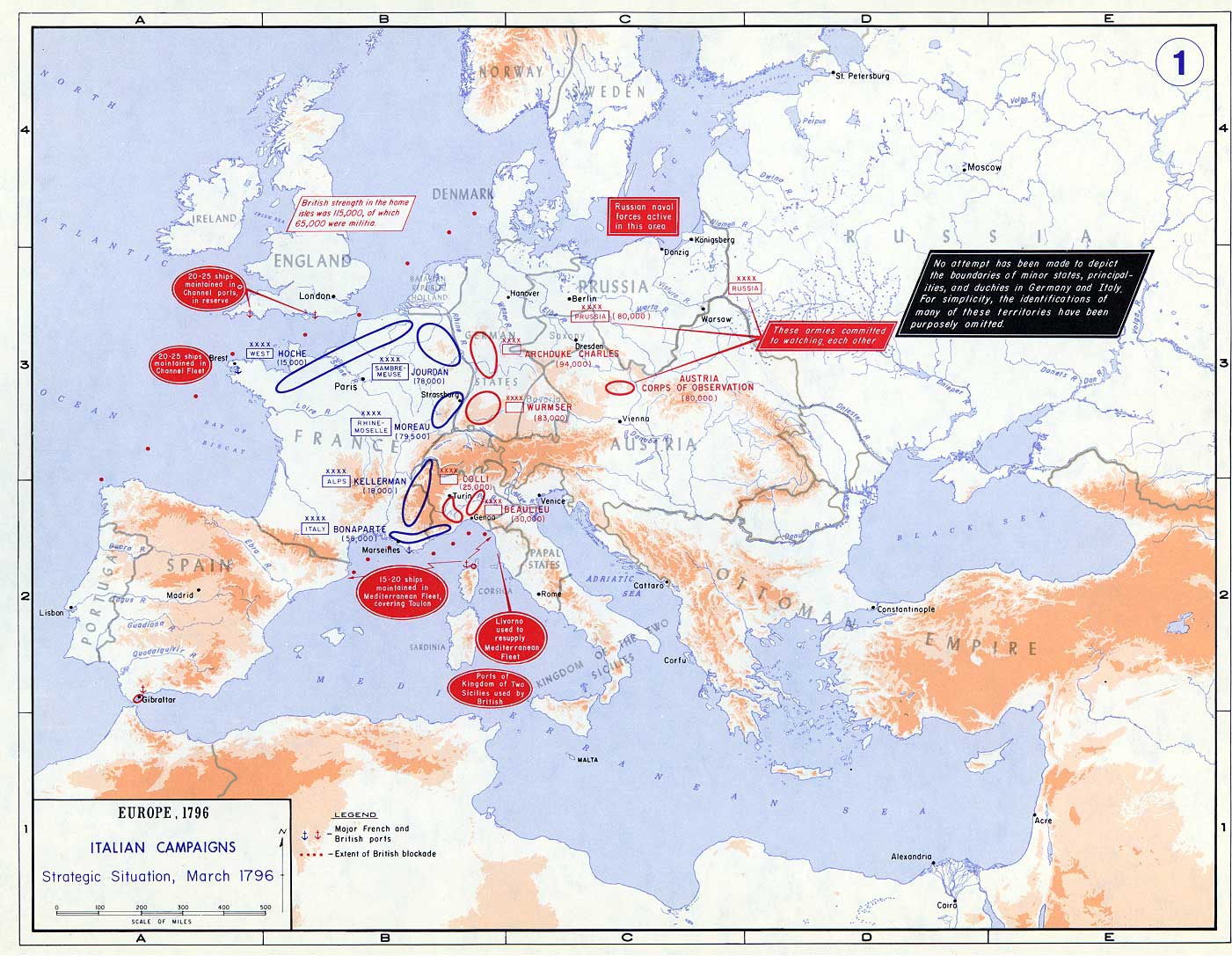
1796年歐洲的戰略態勢

法國準備在三個戰線大規模進攻，由讓-巴普蒂斯·儒爾當與讓·維克多·莫羅於萊茵河，以及拿破崙·波拿巴在意大利發起攻勢。三支部隊預定在蒂罗尔州會合，然後向維也納進軍。
1796年萊茵河戰役，儒爾當和莫羅越過萊茵河。儒爾當在八月下旬時已進軍至安貝格，而莫羅也到達巴伐利亞，九月更抵達提洛邦的邊境。然而，儒爾當被奧地利卡爾大公擊敗，兩支部隊均被迫退回萊茵河左岸。 
另一方面，拿破崙則在大膽的入侵行動中成功進入意大利。在蒙特諾特戰役中，他迫使薩丁尼亞王國簽訂巴黎條約（1796） ，退出由哈布斯堡奧地利主導的反法同盟，然後再反過來擊敗奧地利。 此後，拿破崙的軍隊又攻下了米蘭，展開對曼图亚的围攻。拿破崙在圍攻時陸續擊敗前來增援的約翰·彼得·博利厄、達戈貝爾·西格蒙德·馮·維爾姆澤及约瑟夫·阿尔温齐的奧軍部隊。
1796年旺代省叛亂被拉扎尔·奥什鎮壓。 喔戌隨後則嘗試在愛爾蘭芒斯特省登陸，並協助當地的聯合愛爾蘭人會起事，但卻不成功。

### 1797

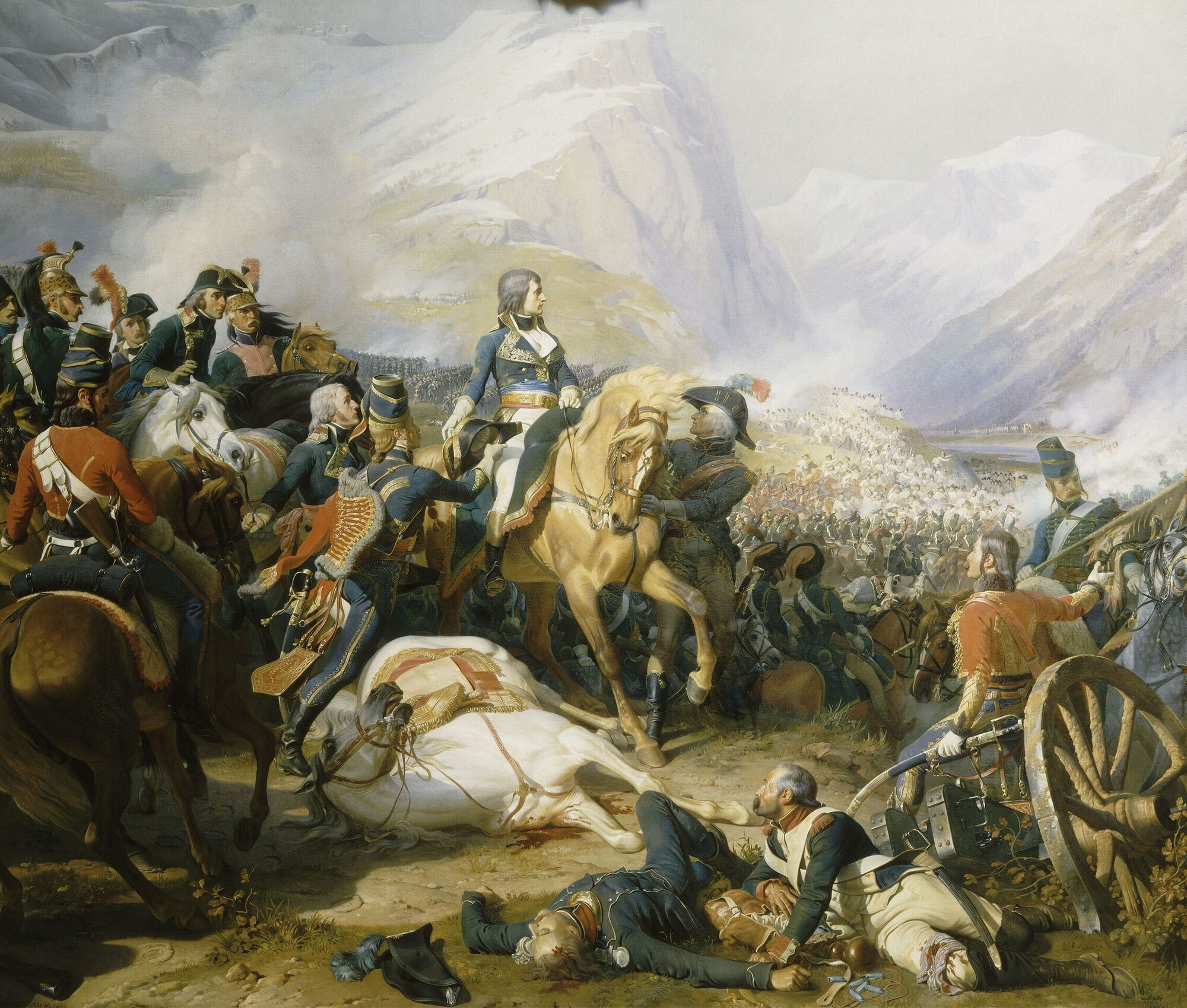
1797年 1月14日，拿破崙在里沃利會戰

1797年2月2日，拿破崙終於攻克曼圖亞，奧軍18000人投降法軍。奧地利卡爾大公無法阻止拿破崙入侵蒂羅爾侯縣，奧地利政府只得於四月求和。同時法國的莫羅和喔戌對日耳曼地區發動新的入侵戰役。
2月22日，法國1400人的囚犯軍團由愛爾蘭裔美國人威廉·塔特上校指揮，在威爾斯菲什加德附近登陸，展開菲什加德戰役 。他們很快就遭遇一群約500名由約翰·坎貝爾指揮的不列顛後備民兵及水手。 2月23日，在與坎貝爾率領的當地平民及部隊短暫衝突後，泰特被迫於次日無條件投降。
奧地利於十月簽署了坎波福爾米奧條約， 割讓比利時予法國、承認法國對萊茵蘭的控制，並尊重法國在意大利的利益。 古老的威尼斯共和國則被奧地利與法國瓜分。 雖然此後英國仍和法國持續戰爭，但第一次反法同盟基本上已然結束。

## 外部連結
- 维基共享资源上的相關多媒體資源：第一次反法同盟